# Кезма, Тауфик Гаврилович
Тауфи́к Гаври́лович Кезма (7 июля 1882, Дамаск — 9 апреля 1958, Киев) — киевский, русский и украинский, советский учёный, востоковед, арабист, иранист, тюрколог, выходец из арабского мира.

## Биография
Родился в 1882 году в городе Дамаске в Сирии.
Окончил Назаретскую учительскую мужскую семинарию Императорского православного палестинского общества им. Василия Николаевича Хитрово, затем учился в Киевской духовной семинарии и Киевской духовной академии (1906).
С 1907 года — помощник проректора Киевского университета св. Владимира. Он преподавал церковно-славянский язык, греческий язык, древнееврейский язык, латынь.
С 1913 по 1915 год преподавал арабский и тюркский язык в Киевском коммерческом институте. В 1914 году находился в Персии, где совершенствовал персидскую речь.
С 1917 года он также преподавал турецкий и персидский и арабский языки, в частности, в Киевском Ближневосточном институте. В советский период был научным сотрудником ВУАН, где занимался арабской филологией.
Результатом его научной деятельности стало создание в 1920—1930-х годах совместно с А. Е. Крымским украинской востоковедческой школы и подготовка специалистов-ориенталистов, дипломатов и учёных. Высокую оценку среди специалистов получает написанный им учебник арабского языка. В течение 40 лет (с перерывами) он преподавал арабский язык для студентам киевских вузов и аспирантам Академии Наук. В 1930-х годах его уволили с работы «за отсутствие научной квалификации», восстановить справедливость безуспешно попытался Крымский. В 1938—1939 годах был арестован. После войны в его «келью на Андреевском», «течёт поток» молодых людей, желавших овладеть арабским и турецким языками. До самой смерти Тауфик Кезма был старостой Андреевской церкви. До 1958 года преподавал арабскую филологию в Киевском государственном университете им. Т. Г. Шевченко. Умер в Киеве. Похоронен на Байковом кладбище.

## Произведения
- Сборник турецких рассказов и пословиц со специальным к ним словарем. Составили С. Щербина и Т. Кезма. Киев, 1918 г.
- Т. Кезма перевел на русский язык некоторые рассказы Михаила Нуайме («Подарок», «Бесплодная» и другие)
- Рассказ арабского историка XI века Абу-Шоджи. Киів, 1927 (совместно с А. Крымским) (Тауфик-Кезма).
- Элементарные основы арабского языка в популярном изложении: Из лекций, прочитанных членам Киевского отделения Всесоюзной научной ассоциации схидознавцив. Киев, 1928.